# UCI Oceania Tour 2007
L'UCI Oceania Tour 2007 fu la terza edizione dell'UCI Oceania Tour, uno dei cinque circuiti continentali di ciclismo dell'Unione Ciclistica Internazionale. Era composto da sette corse che si tennero tra ottobre 2006 e maggio 2007 in Australia e Nuova Zelanda.

## Calendario

### Ottobre 2006
| Data | Prova                            | Cat. | Vincitore        | Squadra        |
| ---- | -------------------------------- | ---- | ---------------- | -------------- |
| 8-14 | Herald Sun Tour                  | 2.1  | Simon Gerrans    | Australia      |
| 21   | Melbourne to Warrnambool Classic | 1.2  | Robert McLachlan | Drapac-Porsche |

### Novembre 2006
| Data | Prova             | Cat. | Vincitore       | Squadra                        |
| ---- | ----------------- | ---- | --------------- | ------------------------------ |
| 6-11 | Tour of Southland | 2.2  | Hayden Roulston | Health Net presented by Maxxis |

### Gennaio
| Data  | Prova                  | Cat. | Vincitore       | Squadra              |
| ----- | ---------------------- | ---- | --------------- | -------------------- |
| 17-21 | Tour Down Under (2007) | 2.HC | Martin Elmiger  | AG2R Prévoyance      |
| 24-28 | Tour of Wellington     | 2.2  | Hayden Roulston | Trek-Zookeepers Cafe |

### Maggio
| Data | Prova                             | Cat. | Vincitore        | Squadra       |
| ---- | --------------------------------- | ---- | ---------------- | ------------- |
| 3    | Campionati oceaniani - Cronometro | CC   | Gordon McCauley  | Nuova Zelanda |
| 5    | Campionati oceaniani - In linea   | CC   | Robert McLachlan | Nuova Zelanda |

## Classifiche
Risultati finali.
| Pos. | Corridore         | Squadra         | Punti  |
| ---- | ----------------- | --------------- | ------ |
| 1    | Robert McLachlan  | Drapac          | 238    |
| 2    | Karl Menzies      | Health Net      | 215    |
| 3    | David Pell        | Savings & L.    | 154,66 |
| 4    | Hayden Roulston   |                 | 145,66 |
| 5    | Wesley Sulzberger | SouthAustralia  | 100    |
| 6    | Chris Jongewaard  | Jittery Joe's   | 94     |
| 7    | Darren Lapthorne  | Drapac          | 86     |
| 8    | Gordon McCauley   | Plowman         | 76,66  |
| 9    | Hilton Clarke     | Navigators Ins. | 64     |
| 10   | Cameron Wurf      | Priority Health | 45     |

| Pos. | Squadra                         | Punti  |
| ---- | ------------------------------- | ------ |
| 1    | Drapac-Porsche                  | 410    |
| 2    | Health Net pres. by Maxxis      | 262    |
| 3    | SouthAustralia.com-AIS          | 251    |
| 4    | Savings & Loans Cycling Team    | 171,32 |
| 5    | Navigators Insurance Cycling T. | 165    |
| 6    | Jittery Joe's Pro Cycling Team  | 110    |
| 7    | Plowman Craven-Evans            | 76,66  |
| 8    | Chocolade Jacques               | 67     |
| 9    | Priority Health Cycling Team    | 50     |
| 10   | DFL-Cyclingnews-Litespeed       | 41     |

| Pos. | Nazione       | Punti    |
| ---- | ------------- | -------- |
| 1    | Australia     | 1 486,66 |
| 2    | Nuova Zelanda | 482,32   |